# Marco Minghetti
Marco Minghetti (n. 18 noiembrie 1818, Bononia, Statele Papale – d. 10 decembrie 1886, Roma, Regatul Italiei) a fost un economist și un politician italian.

## Biografie
Minghetti s-a născut la Bologna, pe atunci parte din Statele Papale.
Împreună cu Antonio Montanan și Rodolfo Audinot a fondat la Bologna un ziar, Il Felsineo. A semnat petiția către conclavul papal din 1846, îndemnând la alegerea unui papă liberal și a fost numit membru al consiliului de stat convocat pentru pregătirea unei constituții pentru statele papale. În primul cabinet constituțional al Statelor Papale, prezidat de cardinalul Antonelli, Minghetti deținea portofoliul lucrărilor publice, dar, după ce Pius al IX-lea a vorbit public împotriva Risorgimento-ului italian, a demisionat și s-a alăturat armatei piemonteze ca căpitan al statului major.
Întors la Roma în septembrie 1848, a refuzat să se alăture unui guvern papal după asasinarea lui Pellegrino Rossi în 15 noiembrie și și-a petrecut următorii opt ani studiind și călătorind. În 1856, a fost chemat la Paris de Cavour pentru a ajuta la pregătirea unui memorandum privind statutul viitor al provinciilor din Romagna pentru negocierile care aveau loc pentru congresul de la Paris pentru soluționarea războiului Crimeei. În 1859 a fost numit de Cavour secretar general al Ministerului de Externe Piemontez. În același an a fost ales președinte al Adunării care reprezenta Romagna după respingerea guvernării pontificale de către acele provincii și a pregătit anexarea lor la Piemont.
În octombrie 1860 a fost numit ministru piemontez de interne, dar a demisionat la scurt timp după moartea lui Cavour. În 1862 a fost ulterior ales ministru de finanțe de către prim-ministrul Farini. În 1863 Minghetti i-a succedat lui Farini ca prim-ministru și a deținut această funcție timp de 19 luni. Cu ajutorul lui Emilio, marchizul Visconti-Venosta, până la 15 septembrie 1864 el a obținut finalizarea unui acord în Convenția din septembrie, acceptată de Franța, prin care Napoleon al III-lea al Franței a fost de acord să evacueze Roma, iar monarhia Savoia a Italiei să-și transfere capitala de la Torino la Florența. Convenția a stârnit o opoziție violentă la Torino, făcându-l pe Minghetti să demisioneze. A participat puțin la viața publică până în 1869, când a acceptat portofoliul agriculturii în Cabinetul Menabrea.
Atât în timpul funcției, cât și în afara ei, el și-a exercitat influența împotriva încheierii unei alianțe italo-franceze și pentru o înaintare imediată asupra Romei, iar în 1870 a fost trimis la Londra și Viena de către Cabinetul Lanza-Sella pentru a organiza o ligă de puteri neutre la izbucnirea războiului franco-prusac. În 1873 a răsturnat cabinetul Lanza-Sella și a recâștigat funcția de premier, pe care, împreună cu portofoliul de finanțe, a deținut-o până la căderea de la putere a dreptei în 18 martie 1876.
În timpul mandatului său de premier el a inițiat apropierea dintre Italia, Austria și Germania și a reformat administrația navală și militară; și, înainte de înlăturare, a fost capabil ca ministru de finanțe să echilibreze bugetul de stat pentru prima dată din 1860. După venirea Stângii la putere, Minghetti a rămas câțiva ani în opoziție, dar spre 1884 s-a alăturat lui Depretis în crearea mișcării Trasformismo („Transformare”), care a unit diferitele facțiuni liberale din țară. El spera să imite exemplul Partidului Liberal al lui William Ewart Gladstone. Minghetti, însă, nu a obținut niciun avantaj personal și a murit la Roma la 10 decembrie 1886 fără să fi revenit la putere.
Scrierile sale includ: Della economia pubblica e delle sue attinenze con la morale e col diritto (Bologna, 1859) și La Chiesa e lo Stato (Milano, 1878). El este comemorat la Roma de un monument din Piazza San Pantaleo de pe artera principală Corso Vittorio.

## Scrieri
- I partiti politici e la ingerenza loro nella giustizia e nell' amministrazione
- Della economia pubblica: e delle sue attinenze colla morale e col. diritto
- Des rapports de l'économie publique avec la morale et le droit
- Stato e chiesa By Marco Minghetti
- L'état et l'église
- La convenzione di settembre: un capitolo dei miei ricordi
- Scritti vari